# Бешиха
Беши́ха (грец. ερυσίπελας — червона шкіра, що характеризує місцевий патологічний запальний фокус — наявність еритематозного ураження шкіри; також в український мові відома як рожа) — антропонозна інфекційна хвороба, яка є однією з форм ураження β-гемолітичними стрептококами групи А (Streptococcus pyogenes) і характеризується серозним чи серозно-геморагічним вогнищевим запаленням шкіри і (або) слизових оболонок із переважанням ексудації, розвитком лімфаденіту і лімфангіту, гарячкою, загальнотоксичними проявами і може перебігати як гостро, так і хронічно.

## Етимологія
Саме слово бешиха має румунське походження: рум. bășica / нар.-лат. bessica / лат. vessica («сечовий міхур», «пухир»).

## Історичні відомості

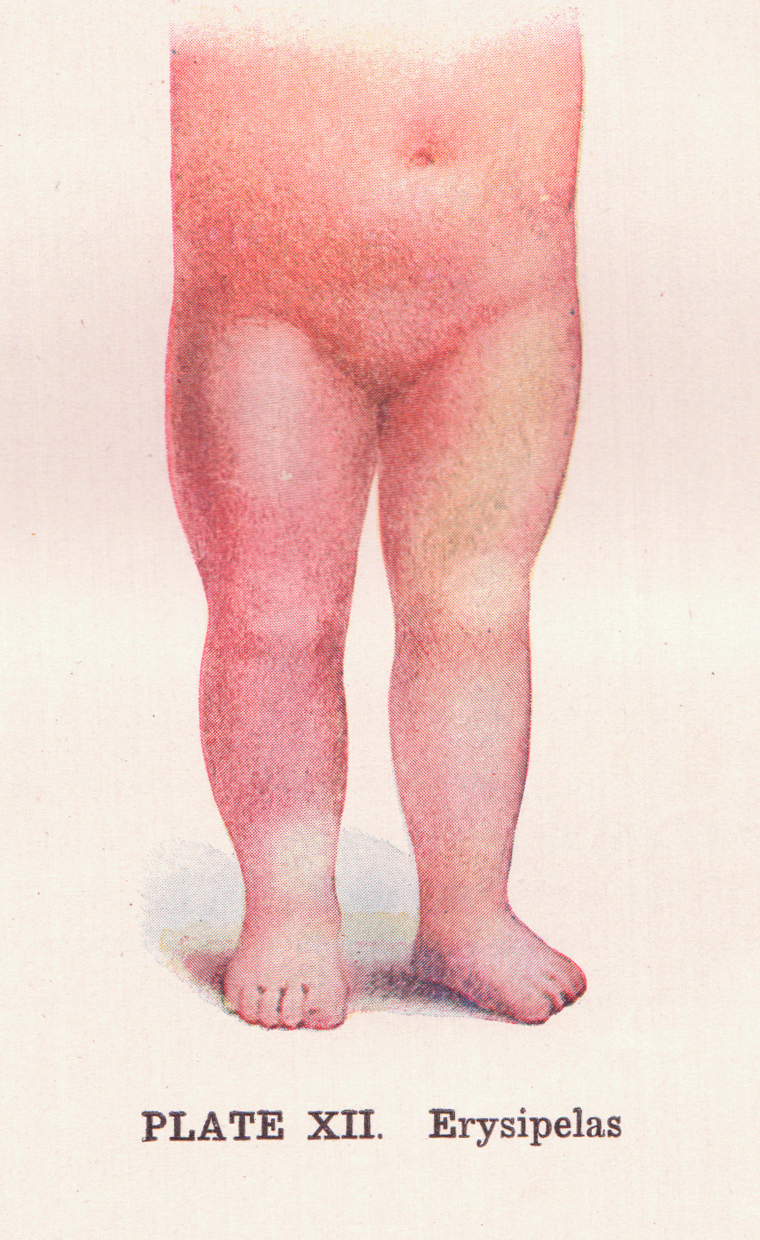
Поширена бешиха у дитини. Малюнок з книги Фредеріка Макгі Россітера «Практичний посібник для здоров'я: популярний трактат по анатомії, фізіології та гігієні, з науковим описом хвороб, їхніх причин і лікування: розроблена для медсестер й для домашнього використання», Publisher Pacific Press Pub. Assn., 1913.

Бешиха була відома в стародавній Індії ще 3 тисячі років тому. Гіппократ використав термін (грец. ερυσίπελας) «еризипеляс» і описав бешиху, як запальний процес шкіри. Гален вже міг клінічно відрізняти бешиху від флегмони шкіри. Авл Корнелій Цельс звернув увагу на ранову бешиху, яка нерідко виникає після пошкодження шкіри людини. Ібн-Сіна вперше дав докладний опис повзучої (такої, що мігрує) бешихи. У XVII столітті англійський лікар Томас Сіденгам відзначив схожість бешихи з гострими висипаннями і розглядав її як загальне захворювання всього організму. У 50-ті роки XIX сторіччя Микола Іванович Пирогов провів спостереження відносно епідемій бешихи серед поранених у госпіталях, він розрізняв «флегмонозну» і «гангренозну» форми захворювання. У 1868 році німецький хірург Теодор Більрот дав назву збуднику «стрептококк» (від грец. «στρεπτό» — ланцюжок та грец. «κοκκος» — ягідка). У 1881 році німецький мікробіолог Роберт Кох виділив цих збудників з ураженої тканини при бешисі, а шотландський хірург й бактеріолог Александр Огсдон привів переконливі докази того, що стрептококи спричинюють різні хвороби. У 1882 році німецький хірург Фрідріх Фелейзен виявив стрептококів у лімфатичних вузлах і підшкірно-жировій клітковині у хворих на бешиху, відтворив експериментально її шляхом інокуляції культури виділених мікроорганізмів тваринам і людям-добровольцям. У 1884 році німецький бактеріолог Фрідріх Розенбах детально описав і дав найменування виду Streptococcus pyogenes.. У 1896 році німецький бактеріолог Й. Петрушки встановив, що стрептококи, які зумовлюють у хворих бактеріальний фарингіт, флегмону, сепсис і бешиху, є мікроорганізмами одного і того ж виду, що мають тільки неістотні біологічні відмінності. Широке застосування асептики й антисептики до 20—30 років ХХ століття практично ліквідувало так звану «хірургічну» бешиху — ранову клінічну форму, яка у XIX сторіччі була поширена у практиці хірургів і акушерів. Були зупинені епідемії бешихи, які мали поширення внаслідок масових внутрішньолікарняних заражень. Тим не менш, до впровадження в медичну практику антибактерійної терапії бешиха перебігала дуже тяжко у грудних дітей і людей похилого віку, а також при локалізації бешихи на слизових оболонках (особливо при бешисі гортані). Антибіотикотерапія виявилась вельми ефективною при лікуванні гострих проявів бешихи, проте в подальшому було встановлено, що використання антибіотиків істотно не знижує частоту рецидивів, формування хронічної форми бешихи.

## Актуальність
У XXI столітті бешиха є убіквітарно поширеним, відносно малоконтагіозним інфекційно-алергічним захворюванням, проте у зв'язку з наявністю у значної кількості пацієнтів рецидивів, а також виникненням нерідких тяжких ускладнень і залишкових явищ, ця хвороба набуває великого соціально-медичного значення. За вибірковими даними на кінець XX століття захворюваність становила в середньому 15—20 на 10 тис. населення. При цьому госпіталізують, як правило, не більш як 10—12 % загального числа хворих. Вважають, що це найчастіша контактна людська інфекційна хвороба.

## Етіологія
Збудниками бешихи є β-гемолітичні стрептококи групи А, тобто нерухомі грам-позитивні коки роду Streptococcus, родини Streptococcaceae.

### Стійкість
Стрептококи достатньо стійкі у зовнішньому середовищі, можуть добре переносити висушування і зберігатися протягом декількох місяців у сухому мокротинні й гною. Ці мікроорганізми витримують нагрівання до 60 °С до пів години. Під впливом звичайних дезінфікуючих засобів гинуть протягом 15 хвилин.

### Антигенні та патогенні властивості
Стрептококи мають багато антигенів. Вони здатні продукувати такі біологічно активні екстрацелюлярні речовини, як стрептолізини, стрептокіназу, гіалуронідазу тощо. Важливий компонент стрептококів групи А — протеїн М (основний фактор вірулентності) є типоспецифічним антигеном. Білок М інгібірує фагоцитарні реакції, безпосередньо негативно впливає на фагоцити, а також породжує поліклональну активацію лімфоцитів і утворення антитіл із низьким ступенем авідності. Такі властивості білка М грають ключову роль в порушенні толерантності до тканинних ізоантигенів і розвитку автоімунної патології. Капсула клітинної стінки стрептокока складається з гіалуронової кислоти і є ще одним чинником вірулентності, захищаючи ці бактерії від антибактерійної дії фагоцитів і полегшуючи адгезію до епітелію. Важливий фактор патогенності — С5а-пептидаза, яка пригнічує активність фагоцитарних реакцій макроорганізму. Стрептококи групи А продукують еритрогенні токсини (стрептолізин О, стрептолізин S), які проявляють гемолітичну активність при руйнуванні еритроцитів, кардіоміоцитів. У певних умовах (дія антибіотиків, антитіл, вплив лізоциму) звичайні  бактерійні S-форми стрептокока здатні трансформуватися в L-форми, які резистентні до антибіотиків і можуть тривало персистувати в організмі людини, здатні періодично реверсувати в початкові бактерійні S-форми. Деякі штами стрептококів цієї групи здатні утворювати кардіогепатитний токсин, який також пошкоджує кардіоміоцити, а також діафрагму і печінкові клітини.

### Мікроорганізмові асоціації при бешисі
При неускладненій бешисі головним етіологічним чинником хвороби є стрептокок, у ослаблених хворих можуть активуватися й інші збудники, перш за все, стафілококи. Вони можуть інфільтрувати вміст бульозних (пухиревих) елементів у пацієнтів з бульозною формою бешихи, а за наявності ерозій, гематом, некрозів шкіри здатні спричинити гнійно-некротичні ускладнення.

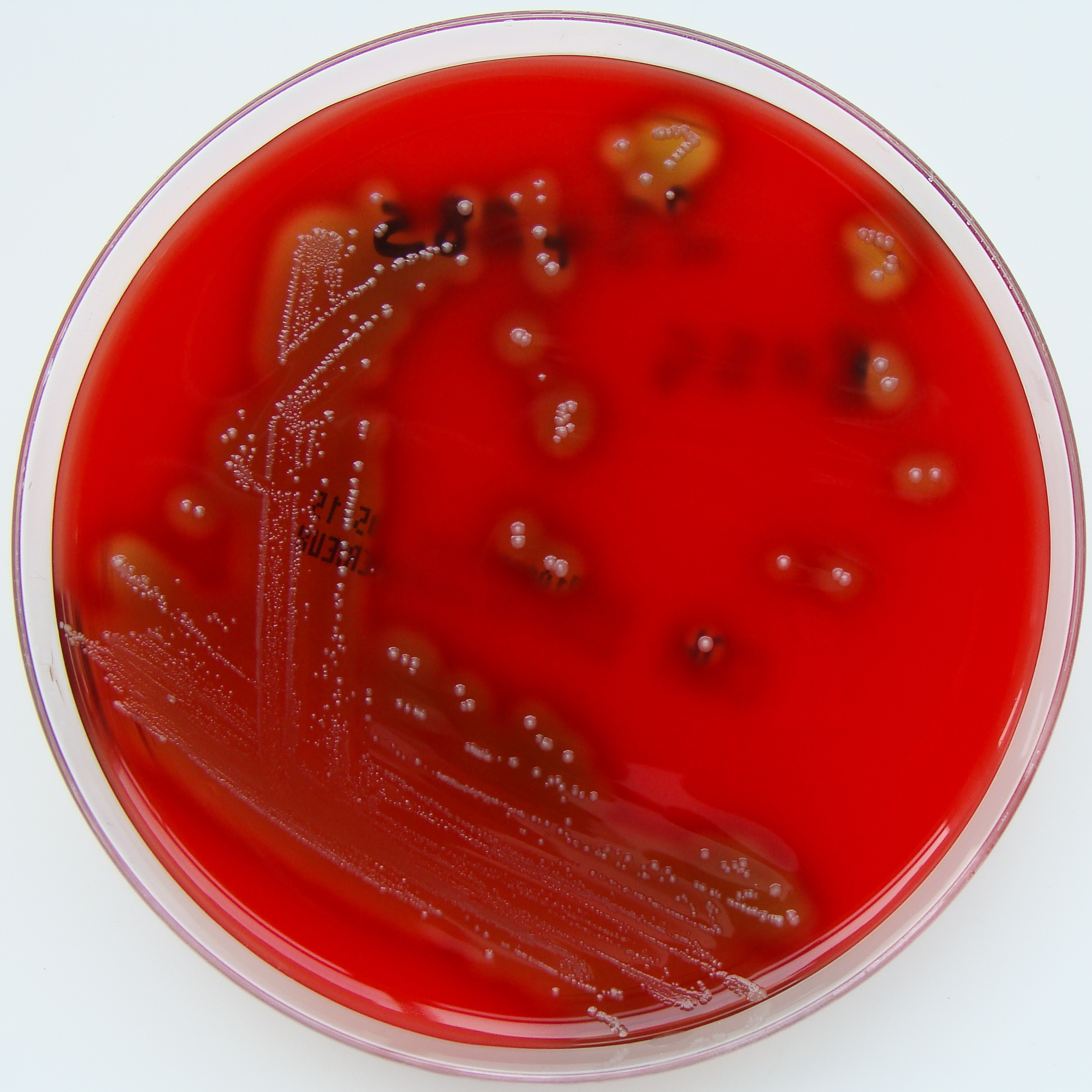
Культура β-гемолітичного стрептокока групи А на кров'яному агарі.

Детальніші відомості з цієї теми ви можете знайти в статті Стрептокок.

## Епідеміологічні особливості

### Джерело і резервуар інфекції
Джерелом інфекції при бешисі є хворі на різні стрептококові інфекції (фарингіт, скарлатина, стрептодермія, отит тощо), а також здорові носії патогенних стрептококів. Як правило, хворі на саму бешиху є найменш контагіозні, ніж хворі з іншими клінічними формами стрептококової інфекції.

### Механізм і фактори передачі
Інфікування відбувається контактно через шкіру і слизові оболонки при їхній травматизації, що особливо проявляється при первинній бешисі (екзогенний шлях/фактор). Пошкодження шкіри можуть мати характер незначних тріщин, подряпин, саден, уколів, мікротравм і тому залишаються часто невиявленими. При бешисі обличчя найчастіше стрептококи проникають через мікротріщини в ніздрях або пошкодженнях зовнішнього слухового проходу, при ураженні нижніх кінцівок — через тріщини в міжпальцевих проміжках, на п'ятах або при пошкодженнях шкіри в нижній третині гомілок. Також вхідними воротами бешихової інфекції можуть служити іноді укуси комах, особливо при розчісуванні місць укусів. Чинниками передачі бешихи можуть слугувати забруднені стрептококами одяг, взуття, перев'язувальні матеріали, нестерильні медичні інструменти тощо. Майже в третини захворілих на бешиху відбувається й контактне зараження забрудненими виділеннями з носоглотки руками (за наявності стрептококового ураження порожнин рота, носа або носійства) з подальшим занесенням збудників на пошкоджену шкіру. У деяких випадках збудник до шкіри і підшкірної основи потрапляє лімфогенним та/чи гематогенним шляхом дисемінації в макроорганізмі з будь-якого органного вогнища стрептококової інфекції (ендогенний шлях).

### Сприйнятливий контингент та імунітет
Бешиха зустрічається повсюдно у вигляді спорадичних випадків хвороби. Основна маса хворих на бешиху — це особи у віці 50 років і старші, пенсіонери (сумарно складають більше половини всіх пацієнтів, яких госпіталізують з цією нозологічною формою). Серед хворих на первинну бешиху переважають люди, які працюють фізично. Найбільша захворюваність зареєстрована серед слюсарів, вантажників, водіїв автомобільного транспорту, каменярів, теслярів, прибиральниць, домогосподарок, кухонних робочих, електромонтерів та осіб інших професій, пов'язаних з частою травматизацією і забрудненнями шкіри, а також різкими змінами температури й вологості. Жінки хворіють на бешиху частіше за чоловіків (відповідно 60—65 % жінки і 35—40 % чоловіки). У країнах помірного клімату встановлена чітко виражена літньо-осіння сезонність з максимумом випадків хвороби з липня по жовтень (за цей час реєструють до 70 % випадків бешихи від загальної кількості за рік). Після перенесеного гострого захворювання імунітет не формується.
Хронічна форма буває у літніх людей, осіб з імунодефіцитом, цукровим діабетом, хронічним алкоголізмом, грибковими інфекціями шкіри, ураженням венозного апарату кінцівок та порушення лімфодренажу (наприклад, після мастектомії, тазової хірургії, судинного шунтування).

## Патогенез

### Особливості формування сенсибілізації
Встановлено, що схильність до бешихи має генетичний характер і є одним з варіантів спадково детермінованої реакції на стрептокок. Вважають, що широкий спектр антигенів може взаємодіяти з антигенами II класу системи HLA, а також варіабельними ділянками В-ланцюга (VB — рецепторами) тимусзалежних (Т) лімфоцитів, спричинюючи їхню проліферацію і тим самим приводячи до потужного викиду цитокінів, особливо таких, як фактор некрозу пухлини (ФНП) й γ-інтерферон. Така гіперпродуктивна реакція зумовлює системну дію на макроорганізм і призводить до руйнівних наслідків. Виявлено, що генетична схильність до бешихи у ряді випадків може реалізуватися тільки в літньому віці на тлі повторної сенсибілізації до стрептокока і наявності інволютивно-дегенеративних вікових змін.

### Особливості місцевого ураження і можливої генералізації
Бешиха перебігає зазвичай на тлі вираженої сенсибілізації до β-гемолітичного стрептокока, супроводжується формуванням фіксованих імунних комплексів в шкірі, в тому числі й навколо кровоносних судин (периваскулярно). Інфекційно-алергічний та імунокомплексний механізми запалення при бешисі обумовлюють його серозний або серозно-геморагічний характер, що супроводжується гіперемією, значним набряком та інфільтрацією уражених ділянок шкіри і підшкірно-жирової клітковини. У патологічний процес також залучаються лімфатичні (лімфангіт), артеріальні (артеріїт) і венозні (флебіт) судини. Уражені лімфатичні судини виглядають набряклими, розширеними за рахунок накопичення в них серозного чи геморагічного ексудату. По ходу лімфангіту відзначається набряк підшкірно-жирової клітковини. Загальна дія стрептококової інфекції при бешисі проявляється гарячкою, інтоксикацією, токсичним ураженням внутрішніх органів. Поширюючись по лімфатичних і кровоносних судинах стрептококи за певних умов можуть породжувати вторинні органні гнійні ускладнення — процес може перебігати з гнійною інфільтрацією сполучної тканини, аж до утворення абсцесів (флегмонозна форма), а також некрозу ділянок тканини (гангренозна форма). Приєднання гнійного запалення свідчить завжди про ускладнений перебіг хвороби.

### Формування рецидивного хронічного бешихового запалення
При рецидивних формах бешихи головний шлях інфікування — ендогенний. У міжрецидивному періоді збудник бешихи зберігається в організмі у вигляді інфекції, що «дрімає», в стінках вен (при варикозі або тромбофлебіті) і лімфатичних судин, рубцях на шкірі, трофічних виразках і інших місцевих вогнищах. Інфекцію, що «дрімає», на даний час ототожнюють з L-формами стрептококів, здатними тривало зберігатися в клітинах системи мононуклеарних фагоцитів (СМФ), а також в макрофагах шкіри в області стабільної локалізації вогнища бешихи. Під впливом провокуючих чинників, що ослабляють імунну систему макроорганізму, відбувається реверсія L-форм у вегетативні бактерійні форми стрептокока, що призводять до виникнення рецидиву хвороби. От чому часто і багатократно рецидивуюча бешиха — це хронічна стрептококова інфекція, яка періодично клінічно маніфестується черговим рецидивом захворювання. У радикально прооперованих із приводу пухлин молочної залози жінок є чітко виражений сприяючий фактор — стійкий лімфостаз верхніх кінцівок, обумовлений розладом відтоку лімфи через видалення та пошкодження лімфатичних колекторів під час операції (постмастектомічний синдром).

## Клінічні прояви

### Класифікація
У МКХ-10 вирізняють «Бешиху» А46. Окремо виділяють «Післяпологову бешиху» О86.8. Згідно з клінічними засадами виділяють:
- первинну,
- повторну,
- хронічну бешиху.

У діагнозі також вказують характер переважаючих місцевих уражень:
- еритематозне,
- бульозне,
- геморагічне
- їх поєднання.

Визначають ступінь тяжкості:
- легкий,
- середньотяжкий,
- тяжкий.

Також визначають місце локалізації й поширення запального процесу, розвиток ускладнень, до яких належить поява флегмони або гангрени. При первинній і повторній бешисі, де екзогенний шлях інфікування є ключовим, вдається визначити інкубаційний період (як час від моменту пошкодження шкіри до появи перших симптомів хвороби), що становить від 2—3 до 5—7 днів.

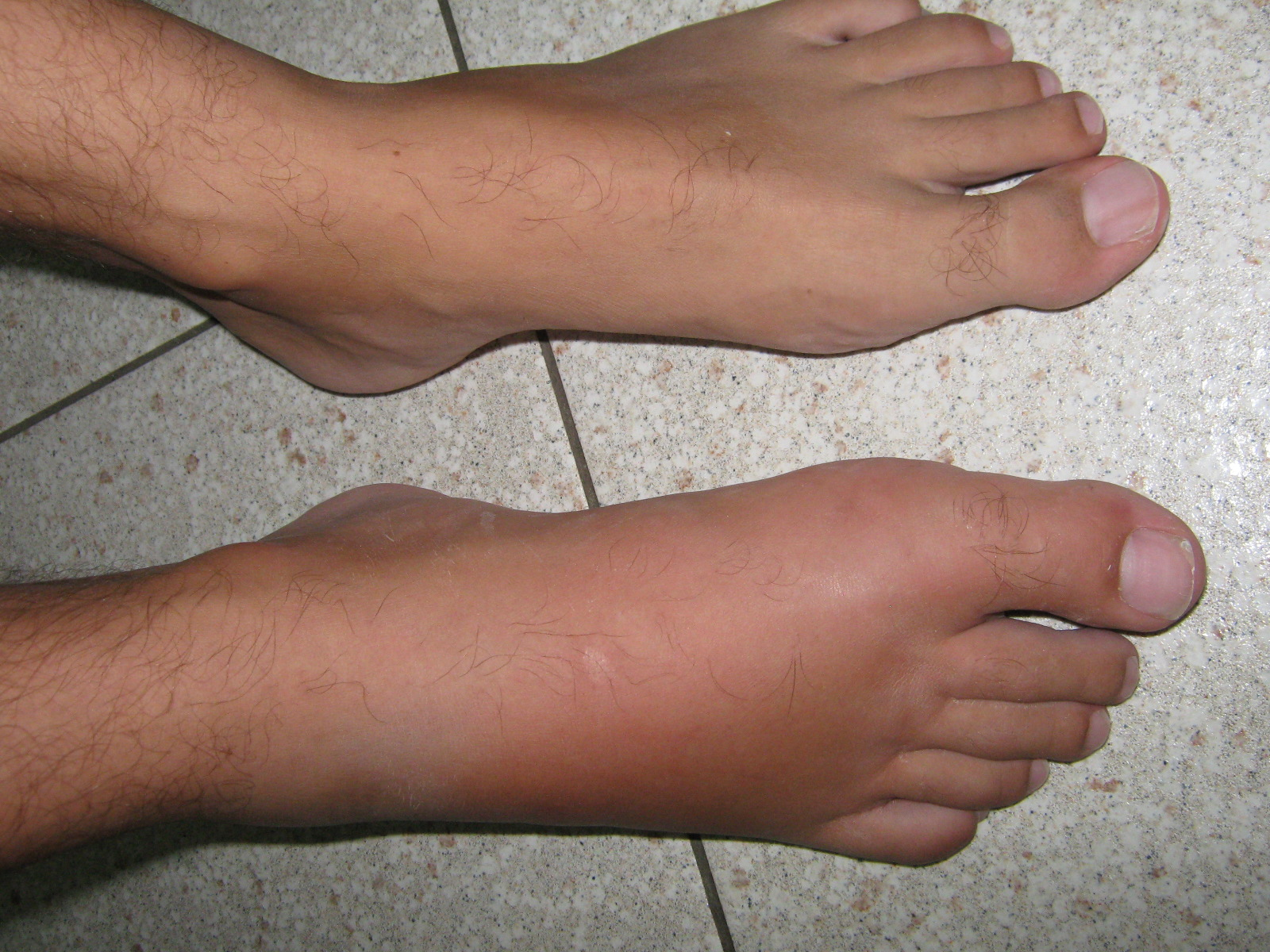
Бешиха правої стопи на початку хвороби.

### Первинна і повторна бешиха
Первинна бешиха — це епізод, який виникає вперше. Повторна бешиха спостерігається більш ніж через 2 роки після першого епізоду і не має з ним патогенетичного зв'язку. Клінічні прояви цих видів бешихи подібні. Первинна та повторна бешиха починаються гостро, з швидкого підвищення температури тіла, нерідко ознобу, загальних інтоксикаційних проявів. Саме гарячка та ступінь інтоксикації є визначаючими для характеристики ступеню тяжкості первинної та повторної бешихи. У тяжких випадках буває тахікардія, зниження артеріального тиску (АТ), глухість серцевих тонів, нудота і блювання як вияв токсичної міокардіодістрофії і енцефалопатії, тоді ж зрідка спостерігають незначні менінгеальні симптоми. Місцеві прояви запізнюються по відношенню до загальних, лише через 6—24 години хворі починаються відчувати на місці ураження нетривале стягування шкіри, а потім розпирання, печіння, незначний біль. Тільки при локалізації ураження на відкритих, доступних візуальному огляду частинах тіла (як правило, на обличчі) хворі та ті, хто їх оточують, можуть відразу побачити невелику еритему. Як правило, в інших випадках хворі спочатку не помічають еритему, а тільки після появи суб'єктивних місцевих проявів звертають на неї увагу.

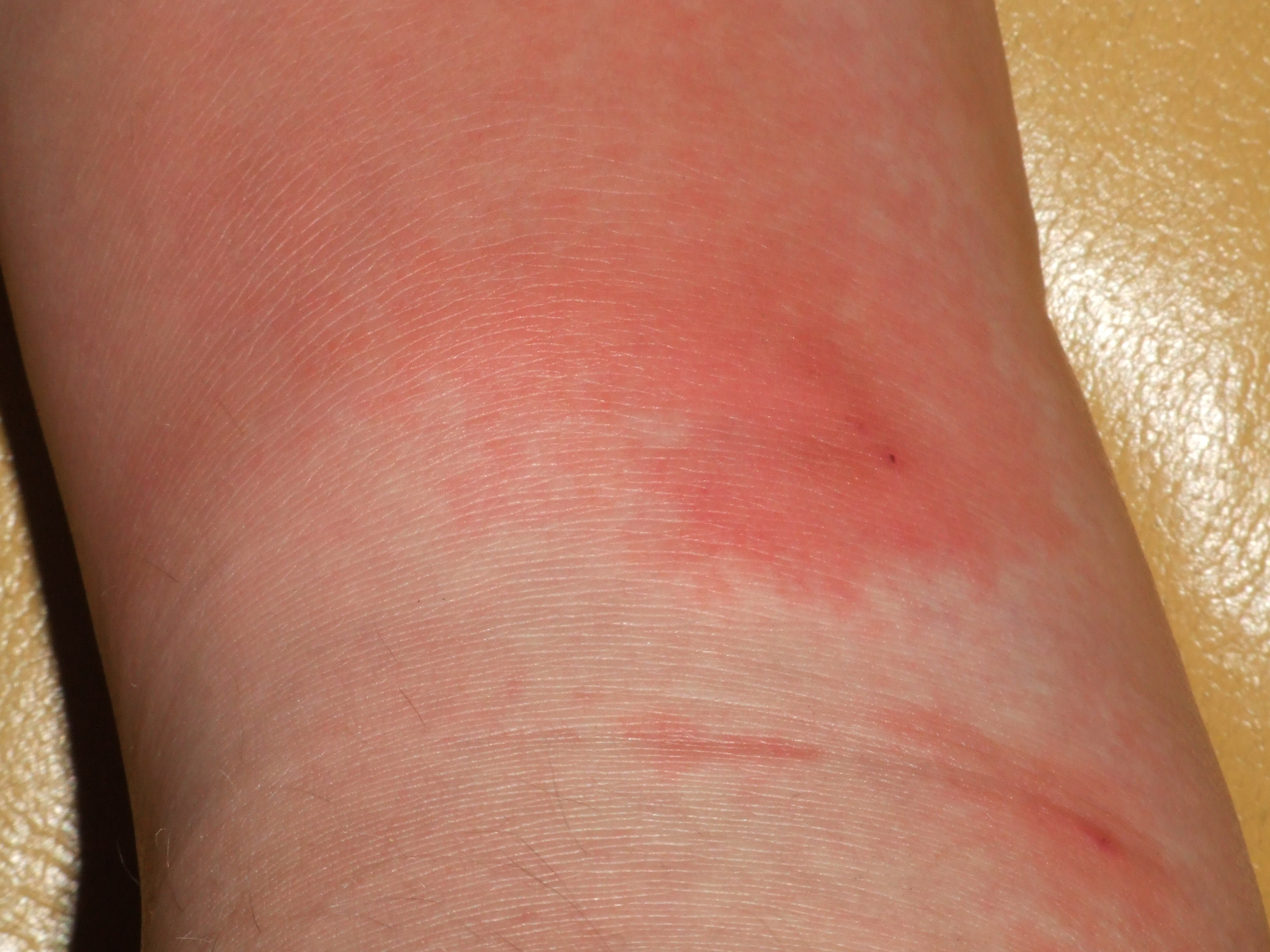
Типові місцеві прояви при еритематозній бешисі на розгорнутому етапі.

#### Еритематозна форма
При еритематозному ураженні спершу з'являється червона пляма, яка, швидко поширюючись, перемінюється на нерідко велику еритему яскраво-червоного забарвлення з нерівними («язики полум'я», «географічна мапа») і чіткими (валик по периферії) межами ділянки ураження. Ця еритема на дотик підноситься над поверхнею незміненої шкіри. При розладах лімфообігу гіперемія має ціанотичний відтінок, при трофічних порушеннях дерми з лімфовенозною недостатністю — бурий. Шкіра в зоні запалення інфільтрована, вилискує, напружена, гаряча на дотик, помірно болісна при пальпації, більше по периферії. У стані спокою болючість еритеми практично відсутня. Набряк поширюється за межі еритеми і більше виражений в місцях з розвинутою підшкірно-жировою клітковиною (повіки, губи, статеві органи тощо). Розміри еритеми збільшуються за рахунок периферійного росту.

#### Бульозна і геморагічна форма
При розвитку еритематозно-бульозного чи еритематозно-геморагічного ураження на тлі еритеми з'являються відповідно пухирі або геморагії, а при розвитку бульозно-геморагічного ураження — в пухирях виявляють геморагічний ексудат і фібрин. Пухирі бувають різного розміру, зазвичай їх буває декілька. При ушкодженні чи самочинному розриві пухирів витікає ексудат і оголюється ерозивна поверхня. Характерним є розвиток регіонарного лімфаденіту та лімфангіту. Лімфатичні вузли помірно болісні на дотик, еластичні. За ходом лімфатичних судин при виникненні лімфангіту на шкірі проявляється смугасте почервоніння, яке веде від зони ураження до регіонарного лімфатичного вузла, пальпація цього утворення виявляє помірну болючість та щільність.

### Тривалість перебігу

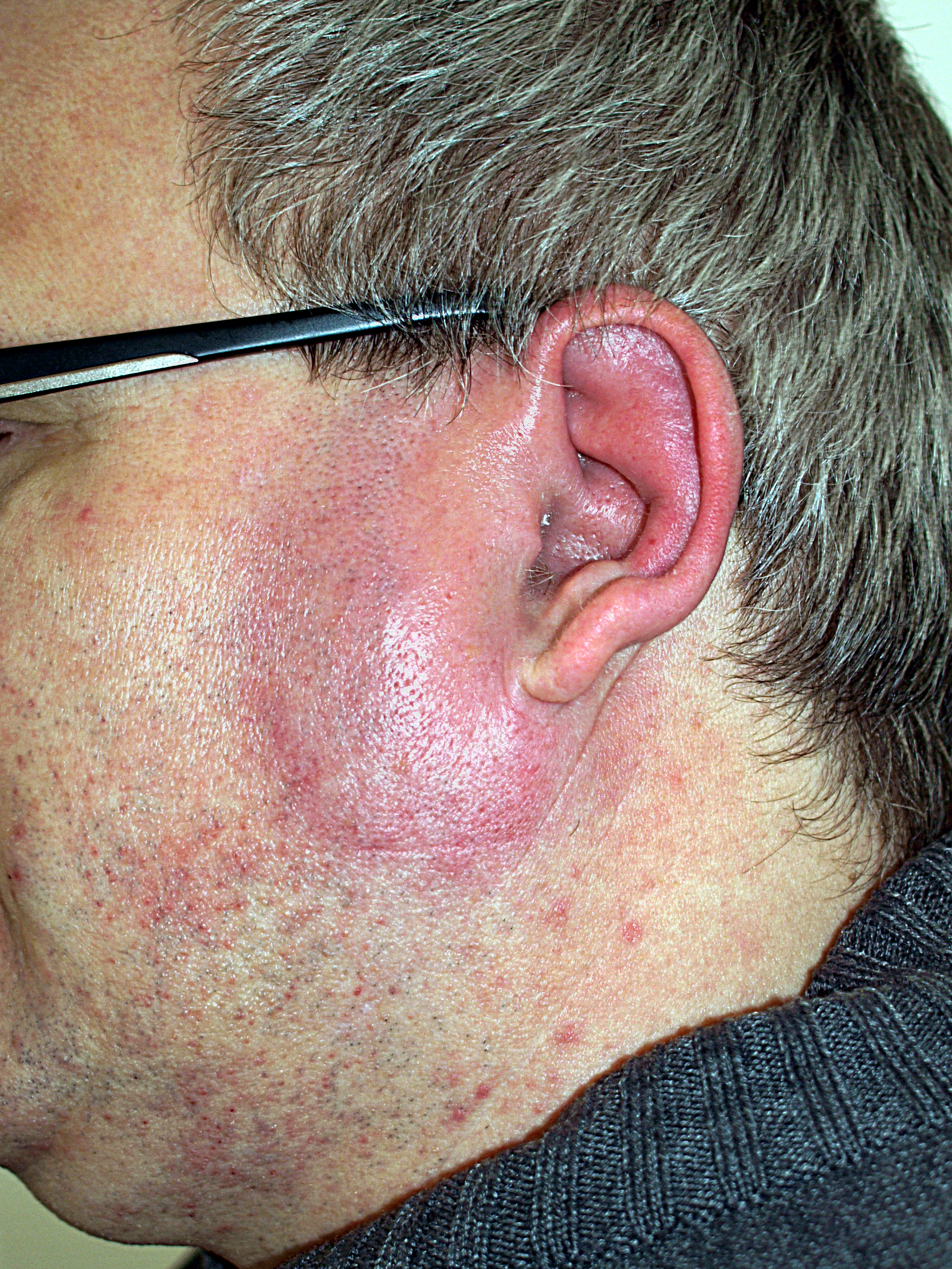
Еритематозна бешиха лівої вушної раковини і обличчя.

Гарячка та інтоксикація при первинній і повторній неускладненій бешисі без лікування триває 3—7 днів. При еритематозному ураженні місцеві прояви сходять за 5—8 днів хвороби, при інших формах можуть триматися й понад 10—14 днів. Залишкові прояви бешихи — пігментація, лущення, легке свербіння і пастозність шкіри, наявність сухих щільних кірок на місці бульозних елементів.

### Особливості перебігу бешихи на різних ділянках тіла
Найчастіше буває бешиха нижніх кінцівок, рідше обличчя, рук. При ураженні ніг найчастіше розігрується патологічний процес на шкірі гомілок. Для цієї локалізації характерні всі види місцевих уражень. Лімфаденіт відбувається в паховій ділянці на стороні ураження. Так само при бешисі обличчя можуть зустрічатися всі вище перераховані варіанти місцевого ураження. Регіонарний лімфаденіт спостерігається в підщелепній ділянці, лімфангіт виражений менше, ніж при локалізації бешихи на ногах. Іноді запалення охоплює й ділянки волосистої частини голови. При локалізації бешихи на руці частіше відзначають еритематозне ураження, відповідний пахвовий лімфаденіт. Ця локалізація є частою у жінок після мастектомії. Вкрай рідко буває бешиха тулуба, яка зазвичай, має низхідний характер (при переході з верхніх кінцівок або шийної області). В окремих випадках бешиха цієї локалізації має висхідний напрям (при переході з нижніх кінцівок). Ізольована бешиха тулуба зустрічається казуїстично. Рідко зустрічається бешиха зовнішніх статевих органів, яка виникає зазвичай унаслідок переходу запального процесу із сусідніх регіонів шкірних покривів (стегно, живіт). У доантибіотичну еру бешиха жіночих статевих органів була бичем пологових відділень. Нині бешиха статевих органів і промежини у жінок зустрічається за наявності рубцевих змін після оперативних втручань на органах малого тазу. Досить тяжко перебігає бешиха зовнішніх статевих органів у чоловіків, оскільки доволі швидко розвивається лімфостаз. Гангренозних змін чоловічих геніталій при своєчасно розпочатій ефективній антибіотикотерапії, як правило, не буває.

### Перебіг у дітей
Особливо небезпечно виникнення бешихи у новонароджених і дітей першого року життя. У новонароджених бешиха частіше локалізується в області пупка. Процес протягом 1—2 діб поширюється на нижні кінцівки, сідниці, спину і весь тулуб. У новонароджених та дітей до року бешиха часто поширена, або блукаюча. Швидко наростає виразна інтоксикація, гарячка, можуть бути судоми. Нерідко виникає сепсис. Летальність вкрай висока.

### Хронічна форма
Хронічна рецидивуюча бешиха характерна для уражень кінцівок, особливо нижніх. Проявляється рецидивними ураженнями з однією і тією самою локалізацією запального процесу, який виникає в найближчі 2 роки після первинної бешихи, і в подальшому прогресує. У деяких випадках первинної або повторної бешихи кінцівок регіонарний лімфаденіт та інфільтрація шкіри зберігаються довго, що свідчить про ризик раннього рецидиву бешихи. Тривале збереження стійкого набряку — ознака формування лімфостазу. Якщо при формуванні хронічної форми бешихи перші епізоди рецидивів перебігають так, як при первинній бешисі, то по мірі наростання рецидивних епізодів відзначається слабша виразність загальнотоксичного синдрому, температурної реакції (аж до випадків відсутності навіть субфебрилітету), нерельєфна тьмяна еритема без набряку, слабо відмежована від навколишньої шкіри, а також вже наявні наслідки перенесеної раніше бешихи. При частих рецидивах шкіра тоншає внаслідок атрофії або потовщується, з'являються наростаючі зміни — венозна недостатність, слоновість тощо.

### Ускладнення
Умовно вони поділяються на місцеві і загальні. Місцеві ускладнення бешихи, які виникають безпосередньо в ділянці патологічного вогнища або поблизу від нього, це абсцеси, флегмони, поверхневі або глибокі некрози шкіри, некротизуючий фасцикуліт, гангрена, нагноєння бульозних елементів. Як правило, перераховані ускладнення бешихи розвиваються в гострому періоді захворювання і обтяжують загальний стан пацієнтів. При бешисі обличчя найчастіше можуть розвиватися абсцеси повік або носо-сльозового каналу. Гангрена може спостерігатися при додатковому ураженні стафілококами (нома). До ускладнень бешихи обличчя також відносять синус-тромбоз, синусити, отит, мастоїдит. Менінгіти в доантибіотичний період були найбільш грізними ускладненнями при локалізації бешихи на шкірі обличчя. Загальні ускладнення пов'язані з гематогенним розповсюдженням збудника і можуть бути як одиничними, так і множинними. В останньому випадку ускладнення пов'язані з сепсисом і виникають як множинні вогнища інфекції в різних органах, може розвинутися інфекційно-токсичний шок (ІТШ). Виділяють ниркові ускладнення (вогнищевий нефрит, стрептококовий дифузний гломерулонефрит), плевропульмональні ускладнення (вогнищеві пневмонії, абсцес легені, плеврит), кардіальні ускладнення (найчастіше ендокардит), очні ускладнення (кератит, дакріоцистит, ірідоцикліт, панофтальміт, ретроорбітальна флегмона), суглобові ускладнення (септичні артрити, бурсити).
До наслідків перенесеної бешихи відносять лімфостази, які при прогресі можуть призводити до розвитку значної вторинної лімфедеми (слоновість/елефантіаз). З інших залишкових явищ і наслідків бешихи відзначають трофічні порушення шкіри на місці вогнища (стоншування шкіри, її пігментація, зниження функціональної активності сальних і потових залоз), ущільнення (індурація) шкіри, венні розлади.
Прогноз для життя у пацієнтів з первинною та повторною бешихою на сучасному етапі є сприятливим. Ускладнення зазвичай не загрожують життю, і в більшості випадків рішення після лікування антибіотиками без ускладнень. Однак бешиха часто посилює клінічний перебіг фонових хронічних хвороб, які є у пацієнтів літнього і старечого віку, і в окремих випадках зумовлює смерть (внаслідок, наприклад, стрептококового сепсису, загострення ішемічної хвороби серця (ІХС) тощо). У 20 % пацієнтів бешиха набуває хронічного перебігу, що часто веде до значного зниження якості життя та, навіть, інвалідизації хворого.

## Діагностика

### Клінічна діагностика
У більшості випадків діагноз бешихи ставиться на підставі типових клініко-анамнестичних даних:
- гострий початок з гарячки та інтоксикаційних проявів;
- відставання в часі місцевих проявів від гарячки та інтоксикації;
- наявність у пацієнта своєрідних явищ запалення шкіри — еритема з чіткою окресленістю по типу «язиків полум'я», «географічної мапи», запальним валиком по периферії, наявність бульозних га геморагічних елементів, відсутність болючості у покої;
- лімфангіт і регіонарний лімфаденіт;
- наявність вхідних воріт при первинній бешисі, при такій, яка раніше спостерігалося одноразово (повторна бешиха) або аналогічного патологічного стану, що кілька разів повторюється (при хронічній бешисі).

### Загальнолабораторні та інструментальні зміни
При електричній термометрії відзначається підвищення температури самої еритеми менше ніж на 1°С порівняно із ділянками здорової шкіри. При гнійних ураженнях ця різниця перевищує 1 °C.
Гематологічні зміни у хворих на бешиху характеризуються нейтрофільним лейкоцитозом зі зсувом формули ліворуч, токсичною зернистістю нейтрофілів на самому початку захворювання з подальшим наростанням кількості лейкоцитів у періоді розпалу хвороби, а також підвищенням ШОЕ. При нормалізації температури тіла у хворих число лейкоцитів знижується до норми, хоча нейтрофільоз зі зсувом формули вліво ще якийсь час зберігається. У більшості пацієнтів показники периферичної крові (гемограма) повністю нормалізуються через 7—10 днів від початку етіотропної терапії. Зміни інших показників сечі, ЕКГ тощо обумовлені тяжкістю перебігу, клінічною ситуацією.

### Специфічна діагностика
Зазвичай не є доцільною, посів крові роблять при підозрі на гнійні органні ускладнення або сепсис. Іноді при атиповому перебігу бешихи зважуються на проведення біопсії ураженої ділянки.

## Лікування

### Загальні положення
Терапія бешихи проводиться з урахуванням клінічної форми і тяжкості перебігу захворювання. Головним напрямком лікування є антибактерійна терапія. Хоча іноді при бешисі з поверхні шкіри виділяють на додаток до β-гемолітичного стрептокока й стафілококів, однак більшість клініцистів заперечує на необхідності застосування при бешисі захищених пеніцилінів. Так само вважають недоцільним використання в типових випадках бешихи антибактерійних засобів, які діють на метицилін-резистентні штами стафілококів.

### Етіотропна терапія в неускладнених ситуаціях при первинній чи повторній бешисі

#### Внутрішньом'язове введення
При первинній та повторній бешисі препаратом вибору залишається пеніцилін, який застосовують у дозі не менше 1 млн. ОД 6 разів на добу внутрішньом'язово (в/м) протягом не менш як 7—10 днів, а іноді, й більше. Однак через певні технічні проблеми (необхідність такого частого введення) його застосування обмежується переважно лікуванням у стаціонарі. Можливе використання амінопеніцилінів: ампіцилін призначають 0,5—1,5 г 4 рази на день або амоксицилін по 1,0 г 2 рази на день в/м. Можливе використання цефалоспоринів (цефтріаксон по 0,5—1,0 г 2 рази на добу, чи цефотаксим по 1—2 г 3—4 рази на добу, або цефтазидим по 0,5—2,0 г 2—3 рази на добу в/м).

#### Оральне призначення
При нетяжкому перебігу можлива пероральна антибіотикотерапія амінопеніцилінами: ампіцилін 0,25—0,5 г 4 рази на день, амоксицилін по 0,5—1,0 г 1 раз на день. Можливе застосування оральних цефалоспоринів (цефадроксил 1,0—2,0 г 1—2 рази на день, цефалексин 0,25—0,5 г 2—4 рази на день, цефуроксим 0,25—0,5 г 2 рази на день, цефіксим 0,4 г 1 раз на день або 0,2 г 2 рази на день). Після зникнення клінічної симптоматики бешихи і нормалізації температури у пацієнтів рекомендують застосування цих антибактерійних препаратів ще не менш як 3 дні.
При первинній бешисі, особливо при алергії до пеніциліну, призначають перорально азитроміцин по 0,5 г 1 раз в 1-шу добу, та по 0,25 г з 2-ї по 5-ту добу, або мідекаміцин 0,4 г 3 рази на день, або джозаміцин 1—2 г 2—3 рази на день, або кларитроміцин 0,5—1 г 2 рази на день, або рокситроміцин 0,15 г 2 рази на день. Рекомендують також перорально ципрофлоксацин 0,5—0,75 г 2 рази на день чи офлоксацин по 0,2—0,4 г 2 рази на добу протягом 7—10 днів.

### Патогенетична терапія
Застосовується пероральна детоксикація, при тяжкому перебігу бешихи проводять активну в/в дезінтоксікаційну терапію за загальними правилами. Як фізіотерапевтичне лікування пацієнтам можна застосовувати суберитемні дози УФО. При вираженому регіонарному лімфаденіті або інтенсивному больовому синдромі у осіб без серцевих супутніх захворювань іноді використовують ультрависокочастотну (УВЧ) терапію (3—6 сеансів на вогнище хвороби або регіонарні лімфатичні вузли). Окрім етіотропних препаратів, у пацієнтів з геморагічними ураженнями використовують вітамінні комплекси, що укріплюють судинну стінку, як аскорутін. Хворим також призначають сучасні антигістамінні препарати. Рекомендують у гострому періоді обмеження рухів, особливо при бешисі нижніх кінцівок. Необхідним є підвищене положення кінцівки при спокої задля покращення венозного відтоку і зменшення набряку кінцівки.

### Лікування бешихи за наявності булл
При еритематозно-бульозному ураженні при первинній чи повторній формі бешихи антибактерійне лікування проводиться аналогічно. Пухирі не рекомендують розкривати, оскільки ерозії, які утворюються при бешисі, погано і дуже повільно гояться. Сама ранова поверхня поступово підсихатиме, й під покришкою, яка зморщилася, утворюються нові шари епідермальної тканини. Якщо утворилися ерозії, їх краще всього лікувати пов'язками з гіпертонічним розчином NaCl, 0,02 % розчином фурациліну, з хлорофіліптом, який розчинений в олії або в спирті, які змінюють протягом дня декілька разів. Після того, як поверхня ураження підсихає і з'являється добра грануляція, їх періодично змащують 10 % метилурациловою маззю чи спреєм хлорофіліпту для прискорення загоєння ерозованих поверхонь. Протипоказані при будь-якій неускладненій бешисі місцеві аплікації тих препаратів, які містять речовини (на кшталт мазі Вішневського), що збільшують ексудацію і спричинюють утворення і розриви пухирів, абсолютно недоцільне туге бинтування кінцівок.

### Лікування при ускладненому перебігу
Також у випадках ускладненого перебігу, особливо там, де підозрюють приєднання стафілококів, рекомендується згідно із сучасними поглядами використання нових антибіотиків: орітованцин, далбаванцин, тедізолід. Ці антибіотики не є зареєстрованими в Україні станом на 2025 рік. При гнійних місцевих ускладненнях проводиться стандартне хірургічне лікування.

### Лікування хронічної форми бешихи
Має проводитися в умовах стаціонару. Обов'язково призначення резервних антибіотиків, які не застосовувалися при лікуванні попередніх рецидивів. Іноді при частих рецидивах потрібно провести декілька курсів різних антибактерійних препаратів. Крім цього можна використати нормальний поліспецифічний імуноглобулін людини, який містить широкий спектр нейтралізуючих антитіл до антигенів стрептококів. При хронічній бешисі насамперед потрібно проводити агресивну терапію супутніх захворювань, які сприяють хронізації (мікози, венозна недостатність, тромбофлебіти тощо) або добитися компенсації цукрового діабету. Необхідне виявлення і санація хронічних вогнищ стрептококової інфекції в організмі. Хронічна бешиха потребує імунокорегуючої терапії, але перелік препаратів, тривалість їх застосування та дозування потребує кожного разу індивідуального підходу з оцінкою рівня змін в імунограмі, стану супутніх захворювань тощо.

## Профілактика

### Загальні заходи
Як правило, традиційні методи лікування бешихи, ліквідуючи гострі прояви хвороби, не попереджають її подальших рецидивів. Тому після закінчення курсу лікування первинної чи повторної бешихи, перед випискою пацієнтів із стаціонару необхідно провести клініко-імунологічну оцінку можливості рецидивування бешихи і залежно від її результатів розробити індивідуальний план профілактичних заходів.
При первинній, повторній або рідко рецидивуючій хронічній бешисі основна увага після виписки із стаціонару приділяється лікуванню супутніх захворювань шкіри (особливо мікозів) і периферичних судин, а також санації виявлених вогнищ хронічної інфекції (тонзиліти, отити, синусити, флебіти тощо). При часто рецидивуючій бешисі, при виписці зі стаціонару здійснюється другий етап заходів, спрямований на попередження реінфекції та відновлення нормальної реактивності організму. Звичайні заходи профілактики бешихи у осіб, схильних до цього захворювання, полягають в ретельному дотриманні особистої гігієни: попередженні мікротравм, попрілостей, переохолодження тощо.

### Антибіотикопрофілактика
Основою профілактики хронічної рецидивуючої бешихи є систематичне циклове введення пеніцилінів пролонгованої дії (бензатин бензілпеніциліну+бензілпеніциліну новокаїнова сіль, препарат відомій як біцилін-5). При значних залишкових явищах бешихи біцилін-5 в дозі 1,5 млн Од призначається 1 раз на місяць упродовж 4—6 місяців після клінічного одужання від бешихи. При вираженій сезонності рецидивів (весна-літо) біцилін-5 в тій же дозі 1 раз на місяць в/м вводиться починаючи не пізніше ніж за один місяць перед початком сезонності захворювання у конкретного пацієнта. При частому рецидивуванні біцилін-5 вводиться теж 1 раз на місяць в тій же дозі протягом 2—3 років для попередження реінфекції і розвитку пізніх рецидивів. При тривалому введенні його у вогнищах хронічної стрептококової інфекції пригнічується реверсія L-форм стрептокока в його початкові
бактерійні форми, що зазвичай призводять до розвитку ранніх рецидивів. Попередження реверсії L-форм супроводжується в подальшому елімінацією стрептококу з організму хворих. Проте, за наявності виражених місцевих розладів в області вогнища бешихи (трофічні виразки, посттромбофлебітичний синдром, хронічна екзема) досягається тільки нестійка ремісія і після відміни біциліну-5 рецидиви нерідко виникають знову. Тому в таких випадках необхідне ставити питання про проведення біцилінопрофілактики в режимі «нон-стоп».
Побічні явища при біцилінопрофілактиці бешихи відзначаються лише у 6—8 % хворих і полягають в появі почервоніння і свербежу шкіри в місці ін'єкції, підвищенні температури до субфебрильних цифр, деякої загальної слабкості. Значно рідше виникає алергічний висип. Призначення гіпосенсібілізуючих медикаментів в/м за 15—20 хвилин до введення біциліну-5 зазвичай попереджає появу алергічних реакцій.

### Імунопрофілактика
На тлі безперервної біцилінопрофілактики бешихи періодично проводиться комплексна імунопрофілактика, спрямована на стимуляцію імунітету, природної антиінфекційної резистентності й фізіотерапевтичні процедури для ліквідації набряку, лімфостазів. Перелік препаратів імунокорегуючої профілактики, тривалість їхнього застосування та дозування потребує кожного разу індивідуального підходу з оцінкою рівня змін в імунограмі, стану супутніх захворювань тощо.
Проте і це не завжди є достатнім для досягнення стійкій багаторічній ремісії.

## Цікаві факти
Згідно з історичними документами від бешихи і пов'язаних з нею ускладнень померли відомі люди:
- Британська принцеса Амелія[en], у якої бешиха розвинулася після перенесеного кору;
- Мері Лайон — піонерка освітянського процесу для жінок, яка заразилась, доглядаючи хворого на бешиху студента;
- Григорій XVI, римський папа, який помер від бешихи обличчя;
- Катерина Павлівна, російська велика княжна;
- Король Данії Фредерік VII;
- Королева Швеції Христина, яка померла від бешихи, ускладненою пневмонією;
- Чарлз Лем, відомий англійський письменник, майстер есе, який помер від бешихи, на яку заразився через садна, отримані при падінні на вулиці внаслідок пияцтва;